# Sretěnsk
Sretěnsk (rusky Сретенск) je město v Zabajkalském kraji v  Ruské federaci. Při sčítání lidu v roce 2010 měl bezmála sedm tisíc obyvatel.

## Poloha a doprava
Sretěnsk leží severně od Borščovočného hřebetu na jižním břehu Šilky, levého přítoku Amuru.
Končí zde 52 kilometrů dlouhá železniční trať, která se odděluje od Transsibiřské magistrály poblíž Dunajeva.

## Dějiny
Sídlo zde vzniklo v roce 1689 jako zimní tábor Kozáků. V roce 1783 zde byl vystavěn ostrog. V roce 1789 došlo k povýšení na město, ale o tento status následně Sretěnsk zase v roce 1798 přišel.
Jméno obce je odvozeno od ruského výrazu pro svátek Uvedení Páně do chrámu – v tento den byla zasvěcena zdejší kaple.
V roce 1897 se Sretěnsk stal dočasnou konečnou stanicí Transsibiřské magistrály – do Vladivostoku byla v té době budována Čínská východní dráha přes Mandžusko, která se od Transsibiřské magistrály odpojovala přibližně 300 kilometrů západně od Sretěnsku a náklad, který dojel po železnici do Sretěnsku, pak byl dále na východ do Blagověščensk a Chabarovsku dopravován parníky po Šilce a uAmuru. Obchodní a dopravní význam Sretěnsku pak poklesl, když bylo hlavní železniční spojení dobudováno v roce 2016 ve větší vzdálenosti od čínsko-ruské státní hranice. Přesto získal Sretěnsk v roce 1926 znovu status města.

### Rodáci
- Vladimir Georgijevič Titov (* 1947), kosmonaut

## Kultura
V rámci správního členění ruské pravoslavné církve je Sretěnsk součástí něrčinské eparchie.